# حسین والامنش
حسین والامنش (زادهٔ ۱۱ اسفند ۱۳۲۷ – درگذشتهٔ ۲۵ دی ۱۴۰۰) نقاش و تندیس‌گر ایرانی-استرالیایی بود. وی از هنرمندان مکتب هنر نوگرا بوده است.

## تحصیلات
حسین والامنش در پانزده سالگی به هنرستان هنرهای زیبای پسران در تهران رفت. او دانش‌آموخته پردیس هنرهای زیبای دانشگاه تهران در سال ۱۳۴۹ (خورشیدی) بود. وی هم‌چنین در سال ۱۳۵۶ در رشته هنرهای تجسمی از دانشگاه استرالیای جنوبی، فارغ‌التحصیل شد.

## نمایششهر قصه
در سال‌های ۱۳۴۶ و ۱۳۴۷ حسین والامنش از بازیگران نمایش شهر قصه اثر پرآوازه بیژن مفید بود. او کار هنری جدی خود را با بازی در نقش فیل «منوچهر، یا همان فیل» آغاز کرد.

## زندگی در استرالیا
حسین والامنش در سال ۱۳۵۲ به شهر پرت در استرالیا کوچ کرد. در هنگام زندگی در پرت، به پژوهش و کار با گروه‌های بومیان استرالیا پرداخت و با هنر و موسیقی آنها آشنا شد. و سپس ساکن شهر آدلاید در استرالیای جنوبی شد. حسین والامنش در ۲۵ دی‌ماه سال ۱۴۰۰ در خانه خود در همین شهر از دنیا رفت.

## آثار

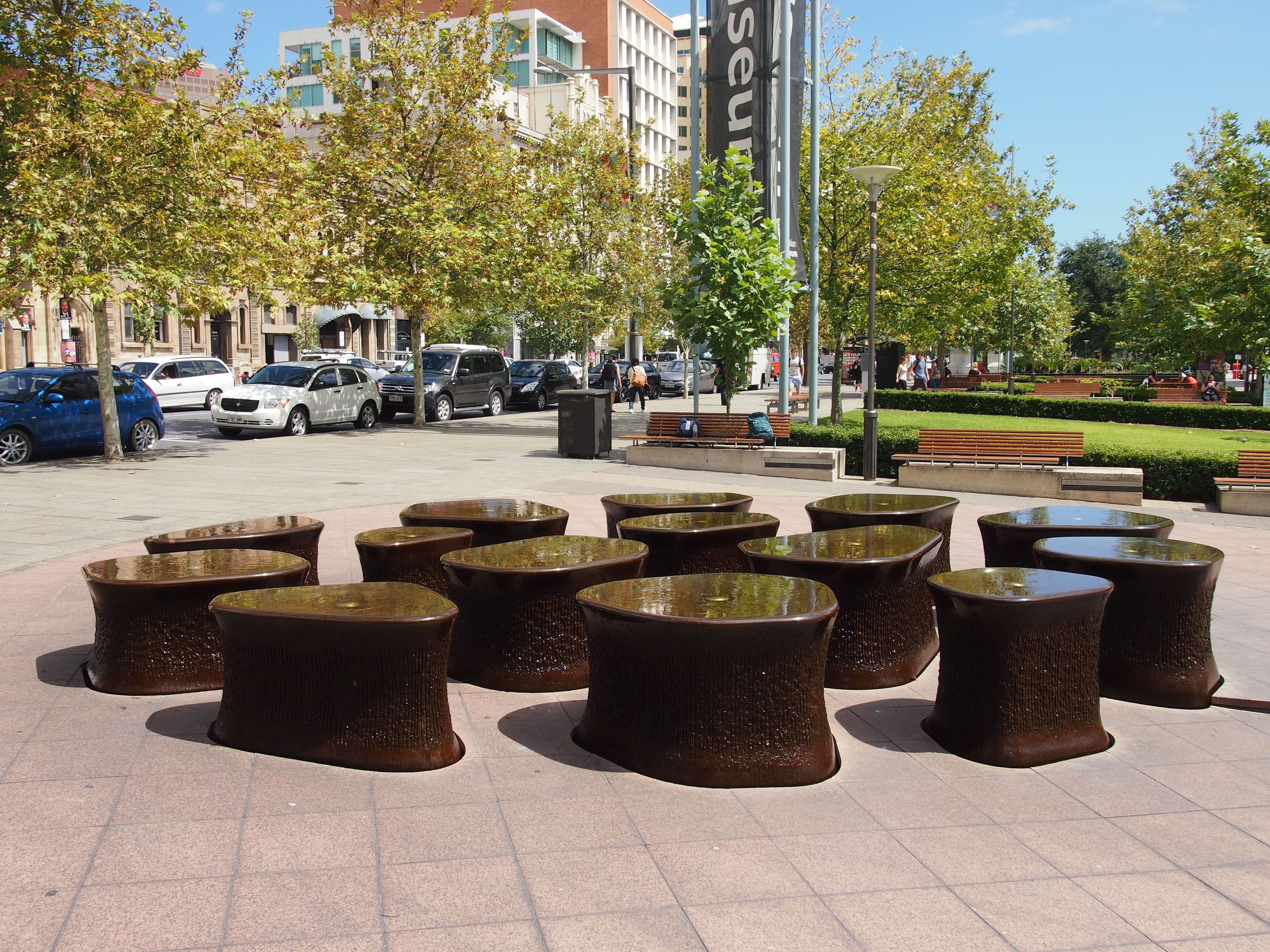
آب‌نمایی به نام ۱۴ قطعه در مقابل موزه استرالیای جنوبی، با الهام از ماهی‌خزنده‌سان
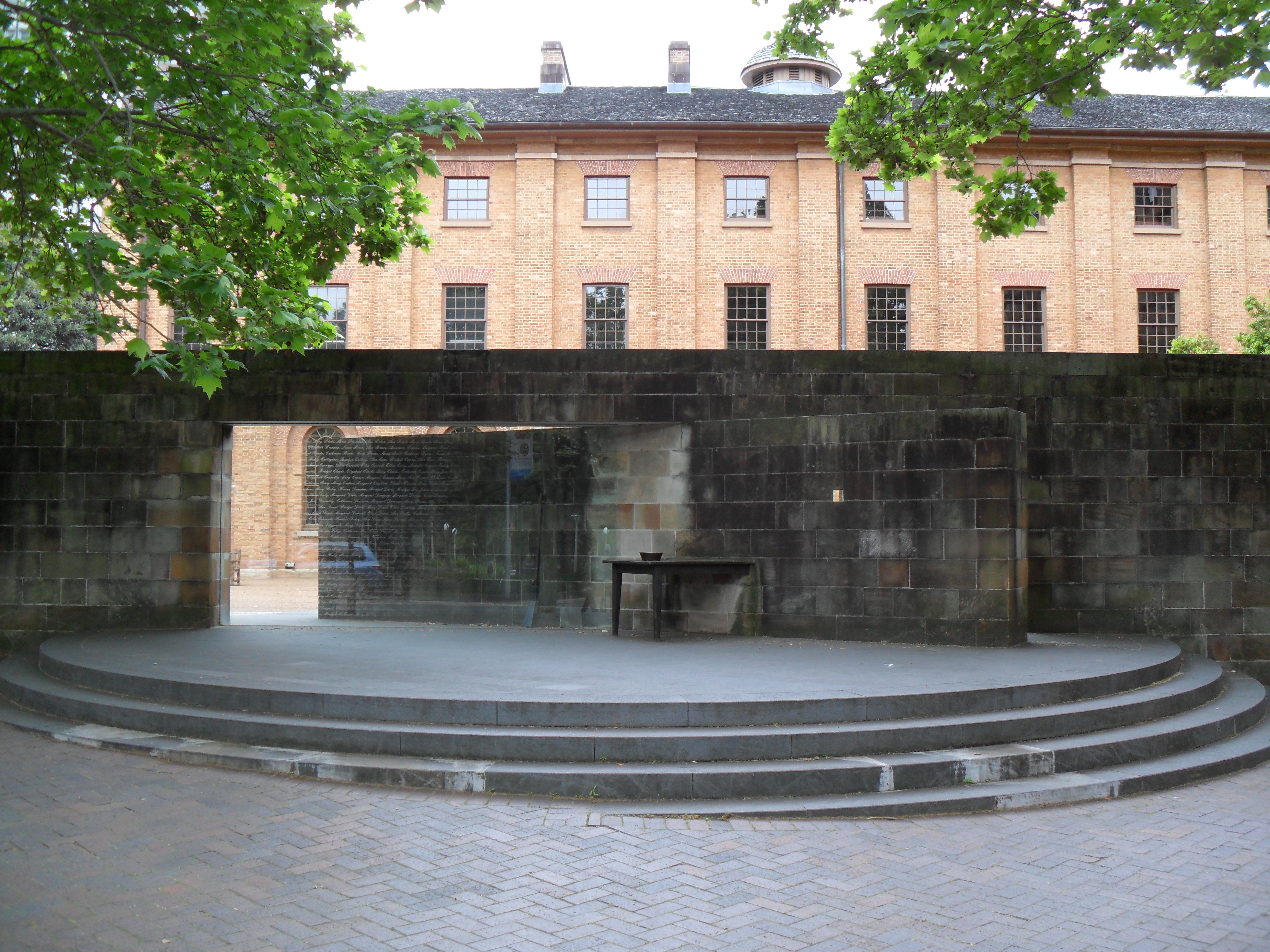
چیدمان یادبود قحطی بزرگ ایرلند در هایدپارک سیدنی